# Уёмов, Авенир Иванович
Авени́р Ива́нович Уёмов (4 апреля 1928, Поречье, Ивановская область, РСФСР — 29 мая 2012, Одесса, Украина) — советский и украинский философ, специалист по логике, методологии науки и теории систем, создатель теории выводов по аналогии, концепции эмпирического реализма, параметрической общей теории систем, а также её формального аппарата, ставшего одним из самостоятельных вариантов неклассической логики, — «языка тернарного описания». Благодаря Уемову в Одессе сформировалась известная в СССР философская школа, связанная с его именем. Она участвовала в развитии «системного подхода» — влиятельного направления  в советской философии науки (наряду со Московским методологическим кружком Г. П. Щедровицкого и семинаром М. А. Розова в Новосибирске).

## Биография
Родился в деревне Поречье Шуйского района Ивановской области. До 1945 года окончил два курса Дальневосточного политехнического института. Прочитав работу Гельвеция «О человеке», увлёкся философией. С 1945 года — в Москве, где поступил учиться в МИИГАиК, однако был отчислен за пропуски лекций. Экстерном сдал экзамены за три семестра философского факультета МГУ и был зачислен на второй курс в феврале 1946 года. Факультет окончил с отличием (1949, дипломная работа «Пространство и время в теории относительности»), затем аспирантуру кафедры логики (1952), кандидатская диссертация «Аналогия в современной технике» (1952, науч. рук-ль В. Ф. Асмус). Работал на кафедрах философии Ивановского государственного педагогического института (1952—1964) и Одесского университета (1964—1973, профессор). Тема докторской диссертации — «Вещи, свойства, отношения и теория выводов по аналогии» (1964). После организованной компартийными органами травли за свободомыслие был вынужден оставить университет и с 1973 по 1996 работал заведующим отделом теории управления и системного анализа Одесского отделения Института экономики (Институт проблем рынка и экономико-экологических исследований) НАН Украины. С 1996 года — снова профессор, уже философского факультета Одесского национального университета им. И. И. Мечникова. Основатель и бессменный председатель Одесского философского общества. Один из организаторов «Руха» — «Народного движения Украины за перестройку» в Одессе. Подготовил более 30 кандидатов и докторов наук. Автор около 500 научных работ, в том числе нескольких монографий. Подписывал свои стихи псевдонимом А. Филлидкин.

## Профессиональная деятельность
Уёмов разработал оригинальную онтолого-методологическую концепцию, применяемую в системном анализе. Основные положения этой концепции состоят в следующем: вещи, свойства и отношения образуют базисную триаду категорий, каждая из которых представляет собой особый частный случай противоположной категории. С помощью категорий «вещь», «свойство», «отношение» можно обобщить предлагавшиеся различными авторами определения понятия системы в виде двойственных друг другу определений. Различным классам систем соответствуют значения особых величин — системных параметров, между которыми имеют место корреляционные связи — общесистемные закономерности. На основе таких закономерностей строится параметрическая общая теория систем (ОТС). Логико-математическим аппаратом параметрической ОТС является язык тернарного описания (ЯТО), который строится на основе формализации определённого истолкования категорий «вещь», «свойство», «отношение», а также «определенное», «неопределенное», «произвольное». С помощью этого аппарата возможен дедуктивный вывод одних значений системных параметров из других, т. е. дедуктивное построение параметрической ОТС. ЯТО и ОТС находят широкую сферу применения от горного дела до чисто философского исследования. В трудах Уёмова также выдвигались и обосновывались идеи о существовании логических условий, делающих выводы по аналогии вполне достоверными; о том, что неэквивалентность систем Птолемея и Коперника не противоречит теории относительности; о кибернетике как перспективной науке нового типа; об одновременности причины и действия; о существовании нескольких десятков различных структур выводов по аналогии, каждая из которых имеет свои условия правомерности.

## Основные публикации
- Логические ошибки. М., 1958;
- О временном соотношении, между причиной и действием. Иваново, 1960;
- Задачи и упражнения по логике. М., 1961;
- Вещи, свойства и отношения. М., 1963;
- Системы и системные параметры // Проблемы формального анализа систем. М., 1968;
- Аналогия в практике научного исследования. М., 1970;
- Логические основы метода моделирования. М., 1971;
- Системный подход и общая теория систем. М., 1978;
- Основы формального аппарата параметрической ОТС // Системные исследования. 1984. М., 1984;
- Принцип простоты и меры сложности. [В соавт.]. М., 1989;
- Parametric General Systems Theory and the Estimation of Proposals for Mankind’s Survival // New Systems Thinking and Action for-a new Century. Pacific Grove. California, 1994;
- The Language of Ternary Description as a Deviant Logic // Boletim da Sociedade Paranaense da Matematica. V.15. № 1—2, 1995; V.17. № 1—2, 1997; V.18. № 1—2, 1998;
- Основы практической логики с задачами и упражнениями. Одесса, 1997;
- Системный подход к классификации наук и научных исследований // ФИ. 2000. 2;
- Системные аспекты философского знания. Одесса, 2000.
- Общая теория систем для гуманитариев. (В соавт.). Варшава, 2001;
- The Ternary Description Language as a Formalism for the Parametric General Systems Theory: Part 1. Int. J. of General Systems, Vol. 28 (4-5); Part 2. Int. J. of General Systems, 2002 Vol. 31 (2); Part 3. Int. J. of General Systems, December 2003 Vol. 32 (6)[4]
- К проблеме построения измерительной шкалы для определения степени целостности систем // Системные исследования: Методологические проблемы: Ежегодник, 2002. М., 2004.[4]
- Лекции и задачи по метафизике. В двух частях (Часть II в соавторстве с Терентьевой Л. Н.). — Одесса.: Астропринт. — 280 с.
- Метафизика. Учебное пособие. — Одесса, Астропринт, 2010. — 258 с.
- Философия науки: системный аспект. Учебное пособие для преподавателей, аспирантов, магистров философских и нефилософских спеціальностей (В соавторстве с Л. Н. Терентьевой, А. В. Чайковским, Ф. А. Тихомировой). — Одесса: Астропринт, 2010. — 360 с. (В соавторстве: Л. Н. Терентьева, А. В. Чайковский, Ф. А. Тихомирова)